# 飛騨市役所
飛騨市役所（ひだしやくしょ）は、地方公共団体である岐阜県飛騨市の組織が入る施設（役所）。

## 概要
- 本庁舎と西庁舎があり、本庁舎は旧・吉城郡古川町役場、西庁舎は飛騨市図書館の2・3階である。
- 一部の組織（市民保健課、総合福祉課、地域包括ケア課、子育て応援課など）は、古川町総合保健福祉センター（ハートピア古川）内にある[1]。

## 業務時間
- 月曜日から金曜日の8時30分から17時15分（土曜日・日曜日・祝日・年末年始を除く）

## 業務内容

### 本庁舎
3階
- 議会事務局
- 監査委員事務局
- 議場

2階
- 総務課
- 危機管理課
- 管財課
- 財政課

1階
- 総合政策課
- まちづくり観光課
- 商工課
- 市民保健課
- 税務課
- 会計事務局
- 市長室・副市長室・秘書室

### 西庁舎
3階
- 環境課
- 水道課
- 建設課
- 都市整備課
- 農業振興課
- 畜産振興課
- 林業振興課
- 食のまちづくり推進課
- 農業委員会事務局

2階
- 教育委員会
  - 教育総務課
  - 学校教育課
  - 生涯学習課
  - スポーツ振興課
  - 文化振興課

## 振興事務所
神岡振興事務所
- 飛騨市神岡町東町378番地

宮川振興事務所
- 飛騨市宮川町林50番地1

河合振興事務所
- 飛騨市河合町角川223番地1

## 交通アクセス
- JR高山本線飛騨古川駅下車後徒歩約5分。